# Йохен Мас
Вижте пояснителната страница за други личности с името Мас.
Йохен Рихард Мас е германски автомобилен състезател. Има 105 старта във Формула 1, като записва една победа за Голямата награда на Испания през 1975 г. Състезава се за пет различни отбора.

## Екипи
- Съртис (1973 – 1974)
- Макларън (1974 – 1977)
- АТС (1978)
- Ероуз (1979 – 1980)
- Марч (1982)